# Ágio Pereira

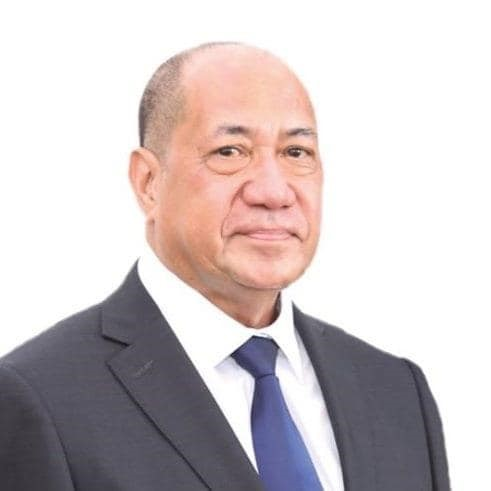
Ágio Pereira

Hermenegildo Augusto „Ágio“ Cabral Pereira Alves (bekannt als Agio Pereira) ist ein osttimoresischer Politiker. Er ist Mitglied der Partei Congresso Nacional da Reconstrução Timorense (CNRT). Seit 2007 war Pereira in allen Regierungen im Kabinett zumindest zeitweise vertreten. Seit 2023 ist er Minister des Ministerrats.

## Werdegang
Die ersten Jahren der indonesischen Besatzungszeit (1975–1999) lebte Pereira in der portugiesischen Hauptstadt Lissabon. Er studierte Musik und arbeitete als Beamter. 1980 wanderte Pereira nach Australien aus und leitete in Darwin das Komitee der FRETILIN. Von 1991 bis 1999 war er Executive Director der internationalen, humanitären Organisation East Timor Relief Association Incorporated INC. (ETRA), die mit ihrem Sitz in Sydney sich für die Unabhängigkeit Osttimors einsetzte und humanitäre Hilfe leistete. Jahrelang führte er die Musical-Gruppe 28 de novembro und gab die Zeitung Matebian News heraus.
Im Juli 1999 kehrte Pereira nach Osttimor zurück, einen Monat vor dem Unabhängigkeitsreferendum. In der im September 2000 gegründeten Partido Social Democrata (PSD), einer Mitte-rechts-Partei, wurde Pereira stellvertretender Vorsitzender. Im Conselho Nacional de Resistência Timorense (CNRT), dem Dachverband der osttimoresischen Unabhängigkeitsbewegung, war er von 1999 bis 2001 der PSD-Vertreter und Leiter der nationalen Notfallkommission. Von 1999 bis 2000 leitete Pereira die Nationale Notfallkommission, die sich um die notleidende Bevölkerung nach der Gewaltwelle der Milizen kümmerte. Von 2000 bis 2001 war er Mitglied des National Consultative Council (NCC) und dessen Nachfolger, dem National Council (NC), die die Bevölkerung Osttimors in der UN-Verwaltung vertraten. Hier wurde Pereira zum stellvertretenden Sprecher, Vorsitzender des ständigen Ausschusses für Budget und Finanzen und Vizevorsitzender des ständigen Ausschusses für politische Angelegenheiten.
Von 2002 bis 2007 war Pereira Stabschef der damaligen Staatspräsidenten Xanana Gusmão und José Ramos-Horta bis Pereira am 8. August 2007 zum Staatssekretär für den Ministerrat und Regierungssprecher vereidigt wurde. Am 8. August 2012 folgte in Premierminister Gusmãos zweiter Amtszeit die Beförderung zum Minister für den Ministerrat in der V. Regierung. Nachdem Gusmão vorzeitig zurückgetreten war, wurde Pereira unter dem neuen Premierminister Rui Maria de Araújo am 16. Februar 2015 zum Staatsminister und Minister des Präsidiums des Ministerrats vereidigt. Er fungierte in diesem Amt als Regierungssprecher.
Nach den Parlamentswahlen 2017 ging der CNRT in die Opposition und Pereira gab seinen Ministerposten an Adriano do Nascimento ab. Am 29. September 2017 wurden aber auch Oppositionsmitglieder in die Regierung aufgenommen und Pereira Stellvertreter des Premierministers für die Festlegung der Seegrenzen (portugiesisch Adjunto do primeiro-ministro para a Delimitação das Fronteiras Marítimas). Zwischenzeitlich war Pereira zum Parteivorsitzenden des CNRT aufgestiegen. 2018 kam es zu vorgezogenen Neuwahlen und der CNRT wurde wieder Teil der Regierungskoalition. In der neuen Regierung war Pereira erneut Staatsminister und Minister des Ministerrats.
Nach Auseinanderbrechen des AMP 2020 wurden die Regierungsmitglieder des CNRT aufgefordert, von ihren Ämtern zurückzutreten. Aufgrund einer geplanten Umstrukturierung der Regierung erfolgte Pereiras Entlassung am 25. Mai, am selben Tag als die CNRT-Mitglieder ihren Rücktritt einreichten. Nach dem Wahlsieg des CNRT bei den Parlamentswahlen 2023 wurde Pereira am 1. Juli 2023 erneut zum Minister des Ministerrats vereidigt.

## Sonstiges
Pereira lebt in Dilis Stadtteil Fatuhada. Er ist seit 2009 verheiratet.
Er hat eine Ausbildung zum Umweltbiologen und einen Master in Kriminologie und Strafjustiz.
Zur britischen Filmdokumentation „Death of a Nation: The Timor Conspiracy“ von 1994 steuerte Pereira die Musik bei.
2023 erhielt Pereira den Ordem de Timor-Leste.